# Myrteola
Myrteola es un género con tres especies de plantas con flores de la familia Myrtaceae. Es originario del oeste de Sudamérica hasta las Islas Malvinas.

## Especies
- Myrteola acerosa (O.Berg) Burret, Notizbl. Bot. Gart. Berlin-Dahlem 15: 495 (1941).
- Myrteola nummularia (Lam.) O.Berg, Linnaea 27: 396 (1856).
- Myrteola phylicoides (Benth.) Landrum, Brittonia 43: 199 (1991).